# Oreophryne parkeri
Espèce
Statut de conservation UICN

 DD  : Données insuffisantes
Oreophryne parkeri est une espèce d'amphibiens de la famille des Microhylidae.

## Répartition
Cette espèce est endémique de Nouvelle-Guinée. Elle n'est connue que :
- dans sa localité type, un village côtier de la province de Sandaun en Papouasie-Nouvelle-Guinée, à mi-chemin entre Aitape et Wewak ;
- dans les monts Bewani, également dans la province Sandaun ;
- dans la région de Sentani, dans la province indonésienne de Papouasie en Nouvelle-Guinée occidentale, entre 90 et 300 m d'altitude.

## Étymologie
Son nom d'espèce, parkeri, lui a été donné en référence à Hampton Wildman Parker, herpétologiste britannique.

## Publication originale
- Loveridge, 1955 : New frogs of the genera Asterophrys and Oreophryne from New Guinea. Breviora. Museum of Comparative Zoology, no 50, p. 1-5 (texte intégral).